# Italo Sambo
Italo Sambo fue un deportista italiano que compitió en remo. Ganó una medalla de plata en el Campeonato Europeo de Remo de 1909, en la prueba de ocho con timonel.

## Palmarés internacional
| Campeonato Europeo | Campeonato Europeo        | Campeonato Europeo | Campeonato Europeo |
| Año                | Lugar                     | Medalla            | Prueba             |
| ------------------ | ------------------------- | ------------------ | ------------------ |
| 1909               | Juvisy-sur-Orge (Francia) | Medalla de plata   | Ocho con timonel   |